# Huis Heemse
Huis Heemse of kortweg de Heemse was een havezate bij het dorp Heemse (Hardenberg) in Overijssel. Dit was oorspronkelijk een leengoed van de proosdij van Lebuïnus te Deventer.

## Geschiedenis
In de 17e eeuw werd het huis eigendom van de adellijke familie Van Uterwijck en in de 18e eeuw kwam het, door het huwelijk van Evert Elbert Antony van Raesfelt met Jacoba Hendrietta van Uitterwijk, in bezit van de familie Van Raesfelt. De dichteres Clara Feyoena van Raesfelt-van Sytzama (1729-1807), die getrouwd was met Isaac Reinder van Raesfelt, bracht hier het grootste gedeelte van haar leven door. In die tijd was men bij de havezaten in de streken rondom Zwolle veel bezig met het inrichten van de tuinen. Het landgoed bij Heemse was in Franse stijl ingericht. Lange hagen vormden een natuurlijke zonnewijzer. Een sterrenbos van vier lanen was gericht op een centraal punt. Ook waren er een laan met bomen in zes rijen, een 'Slingerbos' en een doolhof. Feyoena van Raesfelt-van Sytzama schreef hier vele gedichten, waaronder ook over deze en omliggende bossen bij Heemse, onder de titel Heemse: Hof- Bosch- en Veldzang. Voor deze bundel werden tekeningen gemaakt door de Zwolse kunstenaar Derk Jan van der Laan.
Het huis was in het midden van de 19e eeuw eigendom van H.N. van Roijen, die in 1860 tot burgemeester werd benoemd. Hierna werd de voormalige havezate gebruikt als gemeentehuis van Ambt Hardenberg. In 1870 werd het gebouw afgebroken.
Op de plaats van het bos van het landgoed bij havezate Heemse werd in de jaren 60 van de 20e eeuw een nieuwbouwwijk gebouwd. Deze kreeg de naam 'Heemserbos'. Deze wijk wordt gekenmerkt door het groene karakter. Dicht bij de plek waar het huis Heemse had gestaan, werd voor de oorlog een boerderij gebouwd. In de jaren 70 kwam er een verzorgingstehuis te staan, genaamd Clara Feyoena Heem. Van het huis zijn recent nog resten teruggevonden. Op de locatie van een uiteinde van de gracht resteert nog een poel.
Ahnem · Den Alerdinck · Arendshorst · Arkelstein · Averbergen · Beerze · Den Berg · Bergentheim · Blankena · Borgele · Boskamp · Boxbergen · Bredenhorst · Buckhorst · Campherbeek · Collendoorn · Den Dam · Dieze · Dingshof · Den Doorn · Hof te Dorth · Eerde · Egede · De Gelder · Gerner · Glinthuis · Gramsbergen · De Groote Scheere · De Grote Weede · De Haere · Haerst · Hagenvoorde · Heemse · Herxen · Hoenlo · Hofstede · 't Hogeholt · Hogenhof · 't Hoogehuis · Junne · Kranenburg · Krijtenberg · De Kuile · Het Laar · Langeveldslo · Leemcule · Luttenberg · Melenhorst · Mennigjeshave · Nijenhuis · Oosterveen · Den Ordel · De Pol · Pothof · Rande · Rechteren · Het Reelaer · Rhaan · Rollecate · Rutenberg · Schoonheten · Schuilenburg · Vechterweerd · Velner · Venebrugge · Verborg · Voorst · Vrieswijk · Werkeren · Westerveld · Windesheim · Wittenstein · Wolfshagen · Zuthem